# Orazio Mochi
Orazio Mochi (Firenze, 4 gennaio 1571 – Firenze, 20 maggio 1625) è stato uno scultore italiano.

## Biografia

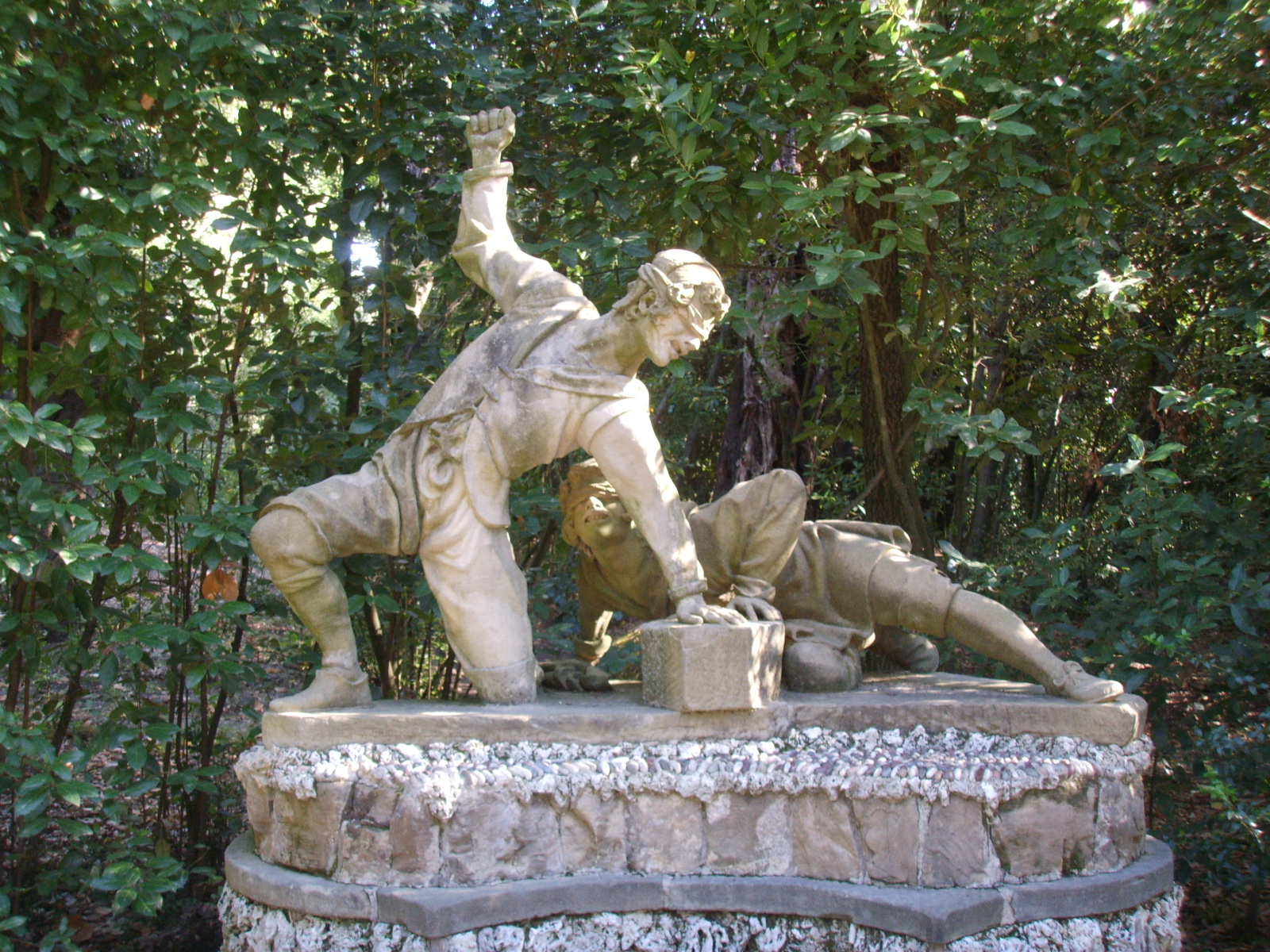
Orazio Mochi e Romolo del Tadda, Giocatori del saccomazzone, Giardino di Boboli, Firenze

Si formò all'inizio degli anni '90 con lo scultore manierista Giovanni Battista Caccini e in seguito collaborò con lui a Pisa su una serie di porte in bronzo che compongono la Porta Regia del Duomo. Il contributo di Mochi include il grande pannello in bronzo dell'Incarnazione della Vergine (1598-1599 circa) e parti del fregio decorativo.
Dopo il 1604 lavorò a Firenze, creando piccole sculture decorative nella bottega granducale, l'Opificio delle Pietre Dure. I suoi pezzi più noti sono lo squisito rilievo in pietra intarsiato del Granduca Cosimo II de 'Medici in preghiera del 1610 circa ora a Palazzo Pitti, Firenze, e il piccolo bronzo dei Giocatori del saccomazzone, del 1621 circa, che lo scultore Romolo del Tadda successivamente amplia a grandezza naturale per il Giardino di Boboli.
Le opere di Mochi fondono tipicamente accenni di naturalismo barocco con una precocità manierista che ben si adattava ai gusti del suo mecenate. Come molti suoi contemporanei, lo stile oscillava tra il tardo manierismo del suo maestro Caccini e il primo barocco brioso di Francesco Mochi.
A lungo si pensava che fosse il padre di Francesco Mochi. Questo malinteso, che è ancora presente in molte pubblicazioni moderne, è senza dubbio dovuto al fatto che Orazio aveva effettivamente un figlio scultore di nome Francesco (1603-1649), ma questi, come il fratello Stefano, era una figura minore e il suo lavoro è praticamente sconosciuto.

## Opere
- Cosimo II de' Medici in preghiera, rilievo in cartapesta modellata e dipinta parzialmente dorata, 62 x 72 cm, Victoria and Albert Museum, Londra
- Giullare di corte africano, bronzo, patina dorata sotto una lacca bruno-rossastra, Walters Art Museum, Baltimora
- San Giuda Taddeo e San Simeone, 1600 circa, chiesa dei santi Simeone e Giuda, Firenze
- Lavabo a conchiglia, 1611, sagrestia, Chiesa dei Santi Michele e Gaetano, Firenze
- Giocatori del saccomazzone, 1621 circa, bronzo, 36 x 46 x 30 cm, Art Institute, Chicago
- Monumento a Fabrizio Colloredo, Cappella dei sette santi, Basilica della Santissima Annunziata, Firenze